# Atlético Club San Martín
O Atlético Club San Martín, também conhecido como San Martín de Mendoza ou ACSM, é um clube esportivo localizado em San Martín, cidade da província de Mendoza, na Argentina, fundado em 22 de dezembro de 1927. O clube manda seus jogos no estádio Libertador General San Martín, em San Martín, do qual é proprietário, e cuja inauguração aconteceu em 1 de abril de 1956, com capacidade atual para 8.782 espectadores .
A sua principal atividade é o futebol, onde atualmente joga no Torneo Federal A, terceira divisão do futebol argentino para clubes indiretamente afiliados à Associação do Futebol Argentino (AFA). No futebol, o clube foi o primeiro time da província de Mendoza a chegar à Primera División, primeira divisão do futebol argentino, em 1967. Foram dez temporadas na mais alta divisão do Campeonato Argentino de Futebol: 1967, 1969, 1971, 1972, 1973, 1974, 1976, 1978 e 1980. Também conquistou a promoção à B Nacional (segunda divisão) em 1997 e dez títulos da Liga Mendocina (1963, 1966, 1973, 1975, 1979, 1987, 1992, 2009, 2018  e 2022).

## Títulos
| NACIONAIS | NACIONAIS                         | NACIONAIS | NACIONAIS                                                  |
|           | Competição                        | Títulos   | Temporadas                                                 |
| --------- | --------------------------------- | --------- | ---------------------------------------------------------- |
|           | Campeonato Argentino - 3° Divisão | 1         | Torneo Argentino A 1996-97                                 |
| REGIONAIS |                                   |           |                                                            |
|           | Competição                        | Títulos   | Temporadas                                                 |
|           | Liga Mendocina de Fútbol          | 10        | 1963, 1966, 1973, 1975, 1979, 1987, 1992, 2009, 2018, 2022 |